# Eupelmus molokaiensis
Eupelmus molokaiensis är en stekelart som beskrevs av William Harris Ashmead 1901. Eupelmus molokaiensis ingår i släktet Eupelmus och familjen hoppglanssteklar. Inga underarter finns listade i Catalogue of Life.